# Liste der Wappen in der Metropolitanstadt Bari
Die Liste der Wappen in der Metropolitanstadt Bari beinhaltet alle in der Wikipedia gelisteten Wappen der Metropolitanstadt Bari (bis 2014 Provinz Bari) in der Region Apulien in Italien. In dieser Liste werden die Wappen mit dem Gemeindelink angezeigt.

## Wappen der Metropolitanstadt Bari

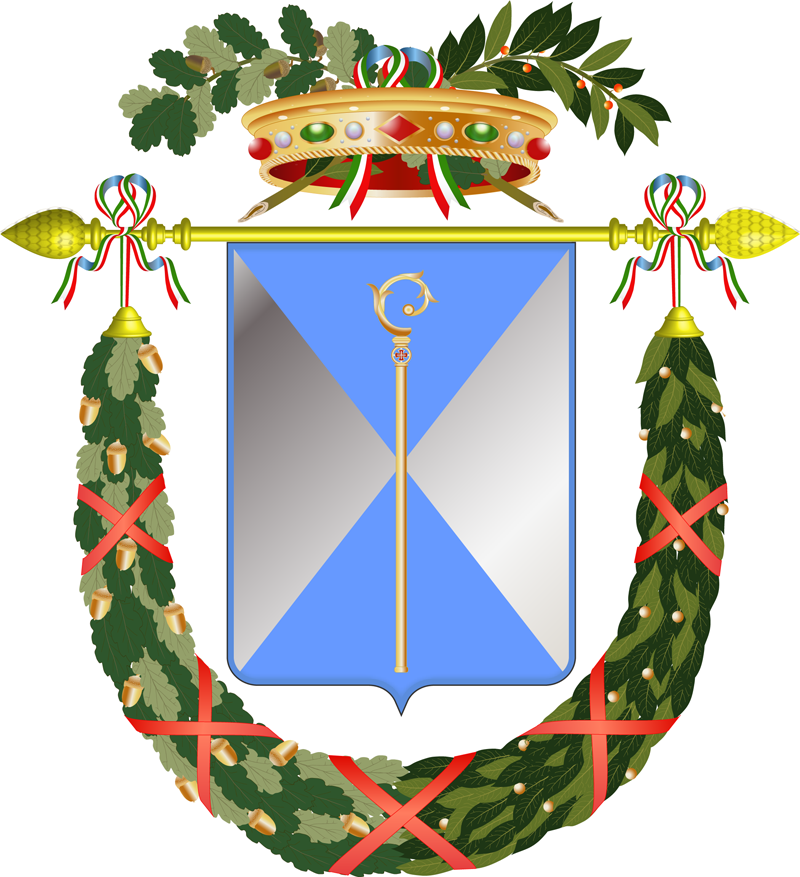
Wappen Metropolitanstadt Bari
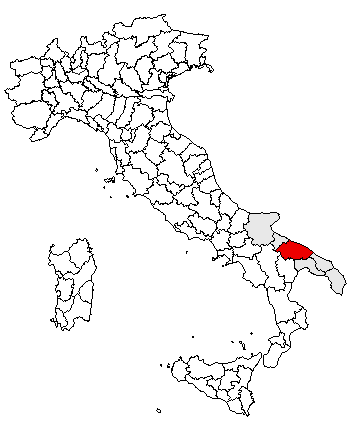
Lage in Italien

## Wappen der Gemeinden der Metropolitanstadt Bari

Acquaviva delle Fonti
Adelfia
Alberobello
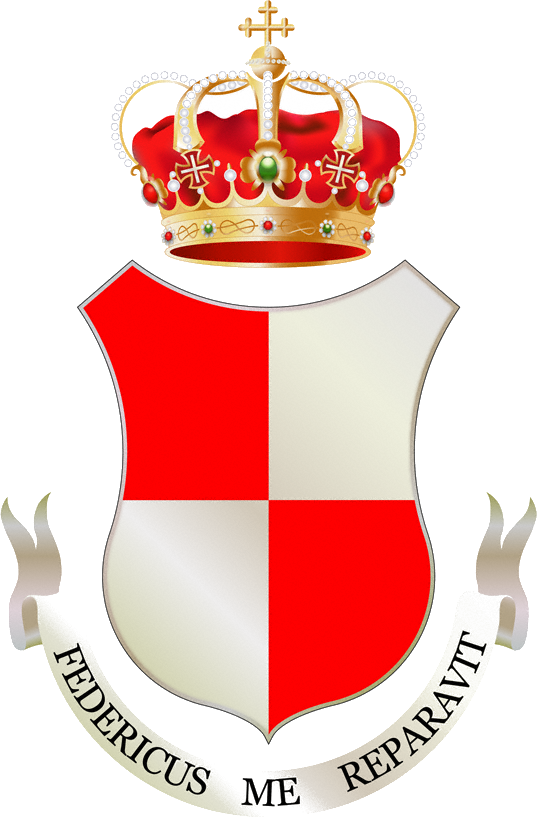
Altamura
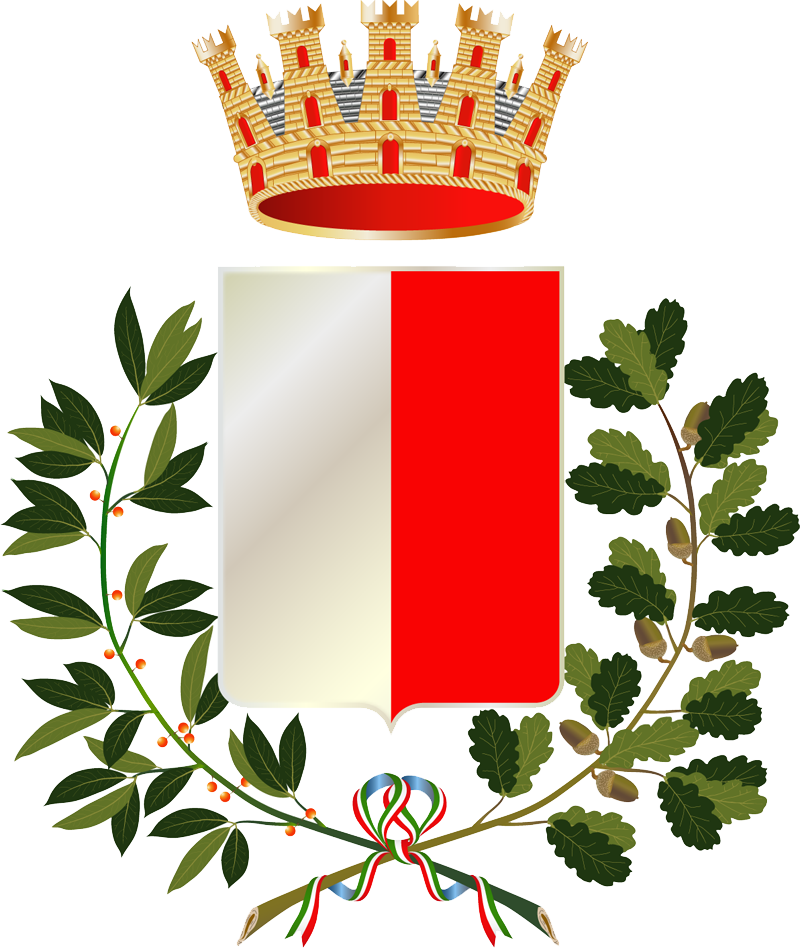
Bari
Binetto
Bitetto
Bitonto
Bitritto
Capurso
Casamassima
Cassano delle Murge
Castellana Grotte
Cellamare
Conversano
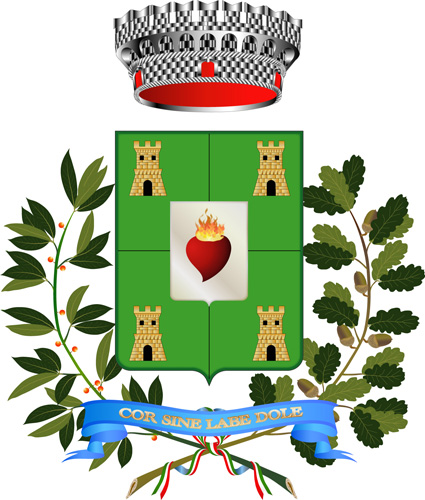
Corato
Gioia del Colle
Giovinazzo
Gravina in Puglia
Grumo Appula
Locorotondo
Modugno
Mola di Bari
Molfetta
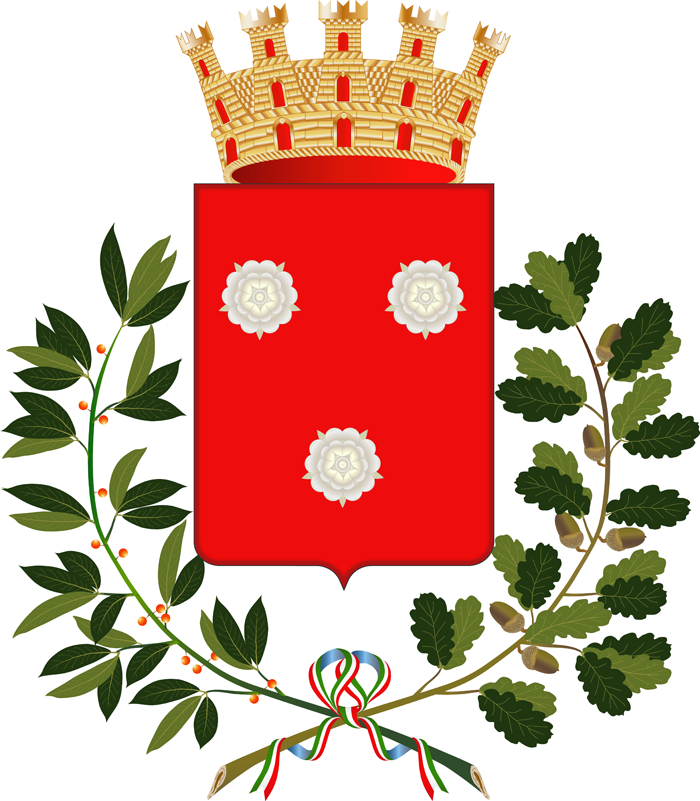
Monopoli
Noci
Noicattaro
Palo del Colle
Poggiorsini
Rutigliano
Ruvo di Puglia
Sammichele di Bari
Sannicandro di Bari
Santeramo in Colle
Terlizzi
Toritto
Triggiano
Turi
Valenzano